# Distrito electoral 4 (condado de Pawnee, Nebraska)
El distrito electoral 4 (en inglés: Precinct 4) es un distrito electoral ubicado en el condado de Pawnee en el estado estadounidense de Nebraska. En el Censo de 2010 tenía una población de 334 habitantes y una densidad poblacional de  personas por km².

## Geografía
Según la Oficina del Censo de los Estados Unidos, el distrito electoral 4 tiene una superficie total de  km², de la cual  km² corresponden a tierra firme y (%)  km² es agua.

## Demografía
Según el censo de 2010, había 334 personas residiendo en el distrito electoral 4. La densidad de población era de  hab./km². De los 334 habitantes, el distrito electoral 4 estaba compuesto por el 99.4% blancos y el 0.6% pertenecían a dos o más razas. Del total de la población el 0.3% eran hispanos o latinos de cualquier raza.